# Allison Holker
Allison Renae Holker, född 6 februari 1988 i Anoka County i Minnesota, är en amerikansk dansare, koreograf, och skådespelerska. Hon är bland annat känd för att medverka i dansprogrammet So You Think You Can Dance, där hon har deltagit i totalt sju säsonger, både som vanlig deltagare och som All-Star-deltagare. Hon har också varit med i Christina Perris musikvideo till låten "Jar of Hearts" från 2010, samt medverkat som dansare i Disney Channel-filmerna High School Musical och High School Musical 2.
Holker är uppvuxen i Orem i Utah County, Utah. Hon var från 2013 till 2022 gift med dansaren, tillika So You Think You Can Dance-deltagaren, Stephen "tWitch" Boss, med vilken hon fick två gemensamma barn (en son och en dotter). Hon har, utöver de två barnen med Boss, även en till dotter från en tidigare relation, som senare kom att adopteras av maken.
Den 13 december 2022 blev Holker officiellt änka, då maken Stephen valde att begå självmord, genom att skjuta sig själv i huvudet. Hans död blev sedan offentliggjord dagen efter.

## Filmografi (i urval)

### Filmer
- 2006 – High School Musical
- 2007 – High School Musical 2
- 2011 – Footloose
- 2013 – Make Your Move

### TV-serier
- 2006–2017 – So You Think You Can Dance (TV-serie)
- 2011 – House (TV-serie)
- 2012–2018 – Strictly Come Dancing (TV-serie) (Dancing with the Stars)
- 2013–2014 – Hit the Floor (TV-serie)
- 2015–2021 – Ellen DeGeneres Show (TV-serie)